# Liste des films sur le pays d'Oz
Le pays d'Oz est un pays imaginaire créé par Lyman Frank Baum comme une image de vie économique américaine dans son roman Le Magicien d'Oz. Ce pays est le lieu d'action de nombreux autres romans (voir la liste des romans sur le pays d'Oz), mais aussi de films, dont le scénario est ou non inspiré de certains livres.
| Les films sur le pays d'Oz.                                           |                                                         |                                                  |                 | |
| Titre                                                                 | Producteur(s)                                           | Réalisateur(s)                                   | Année de sortie | Remarque |
| The Fairylogue and Radio-Plays                                        | William Selig et Lyman Frank Baum                       | Lyman Frank Baum                                 | 1908            | Inspiré de Le Magicien d'Oz, Le Merveilleux Pays d'Oz, Ozma, la princesse d'Oz. |
| Le Magicien d'Oz (The Wonderful Wizard of Oz)                         | William Selig                                           | Otis Turner (controversé[réf. nécessaire])       | 1910            | |
| The Patchwork Girl of Oz (en)                                         | Lyman Frank Baum                                        | J. Farrell MacDonald                             | 1914            | |
| The Magic Cloak of Oz                                                 | Lyman Frank Baum et Louis F. Gottschalk                 | J. Farrell MacDonald                             | 1914            | Film silencieux en noir et blanc de 38 minutes adapté du roman Queen Zixi of Ix (en). |
| His Majesty, the Scarecrow of Oz                                      | Lyman Frank Baum et Louis F. Gottschalk                 | Lyman Frank Baum                                 | 1914            | Film de 59 minutes adapté du roman Le Magicien d'Oz et qui a inspiré fortement un roman du même titre.                                                                                           |
| Wizard of Oz (en)                                                     | Larry Semon                                             | Larry Semon                                      | 1925            | Première adaptation cinématographique remarquable du roman Le Magicien d'Oz. |
| Le Magicien d'Oz (The Wizard of Oz)                                   | Mervyn LeRoy                                            | Victor Fleming                                   | 1939            | Comédie musicale remarquable, inspirée du roman éponyme, devenue un film-culte sur le continent nord-américain.                                                                                  |
| Journey Back to Oz                                                    | Preston Blair, Fred Ladd, Norm Prescott et Lou Scheimer | Hal Sutherland                                   | 1977            | Film d'animation, suite de la production Metro-Goldwyn-Mayer Le Magicien d'Oz de 1939. Il s'agit d'une adaptation inspirée du second roman de Lyman Frank Baum sur Oz, Le Merveilleux pays d'Oz. |
| The Wiz                                                               | Rob Cohen                                               | Sidney Lumet                                     | 1978            | Comédie musicale, adaptation urbanisée du roman original de Baum, ne comportant que des acteurs afro-américains, dont Diana Ross et Michael Jackson.                                             |
| Le Magicien d'Oz (Ozu no Mahōtsukai)                                  | Fumihiko Takayama                                       | Yoshimitsu Banno et Akira Miyazaki               | 1982            | Film d'animation japonais inspiré du roman Lyman Frank Baum. Distribué dans le monde anglophone par Paramount Pictures.                                                                          |
| Oz, un monde extraordinaire (Return to Oz)                            | Paul Maslansky                                          | Gill Dennis et Walter Murch                      | 1985            | Suite officieuse du magicien d'Oz, produit par les studio Walt Disney, non approuvé par la MGM.                                                                                                  |
| Tom et Jerry et le Magicien d'Oz (Tom and Jerry and The Wizard of Oz) | Spike Brandt et Tony Cervone                            | Spike Brandt et Tony Cervone                     | 2011            | Long-métrage d'animation basé sur les personnages de Tom le chat et Jerry la souris. |
| Le Monde fantastique d'Oz (Oz, The Great and Powerful)                | Roth Films                                              | Sam Raimi                                        | 2013            | Prequel racontant l'arrivée du Magicien aux pays d'Oz et comment il en devient le souverain. |
| Tom et Jerry : Retour à Oz (Tom and Jerry: Back to Oz)                | Spike Brandt et Tony Cervone                            | Spike Brandt, Tony Cervone et Kimberly S. Moreau | 2016            | Suite de Tom et Jerry et le Magicien d'Oz. |
| Wicked                                                                | Marc Platt, David Stone                                 | Jon M. Chu                                       | 2024            | Films adaptés de la comédie musicale homonyme, préquelle au film de 1939 |
| Wicked: Part Two                                                      | Marc Platt, David Stone                                 | Jon M. Chu                                       | 2025            | Films adaptés de la comédie musicale homonyme, préquelle au film de 1939 |

## Télévision

### Série
Le magicien d'Oz fait également une apparition dans la saison trois de Once Upon a Time, diffusée en 2014. Différents personnages comme le magicien ou la méchante sorcière de l'Ouest sont présents.
Dans l'épisode Histoires formidables II de Futurama, Leela se retrouve dans le rôle de Dorothy.
Dans l'épisode 23 Le magicien d'Oz (premières et deuxièmes parties) de Phineas et Ferb.
Emerald City est très librement inspirée du roman.